# 자크니콜라 르망
자크니콜라 르망(프랑스어: Jacques-Nicolas Lemmens, 1823년 1월 3일 ~ 1881년 1월 30일)은 벨기에 태생의 오르간 작곡가이자 연주가이다.

## 생애
벨기에 베스텔로 인근에서 태어난 그는, 19세기 유럽의 음악비평가로 유명했던 프랑수아 조지프 페티스으로부터 가르침을 받았고 이후 독일의 오르간 작곡자이자 연주자였던 아돌프 프리드리히 헤세에게 보내졌다. 이는 최고의 오르간 연주가이자 작곡가였던 바흐의 오르간 연주법의 기본을 익히기 위한 것이었다. 1847년, 레멘스는 자신이 작곡한 '리어왕(Le roi Lear)'이라는 곡으로 파리 음악원의 로마 대상(Prix de Rome)의 음악부문을 수훈하였다. 1년후 그는 오르간을 위한 그의 첫 악집(樂集) '10개의 즉흥연주곡(Ten improvisations in a strict and singing style)' 을 출간하기에 이른다. 1849년 3월, 그는 26세라는 어린나이에 벨기에 왕실로부터 브뤼셀 왕립음악원의 오르간 연주교사로 임명되어 수많은 제자들을 가르쳤다. 그들중에는 불란서의 당대 최고의 오르간 연주가이자 작곡가로 성장한 알렉산드르 길망과 샤를마리 비도르가 있다.

## 참고 문헌
- 로웰 레이시(lowell lacey)著, '자크니콜라 르망(Jaak-Nicolaas Lemmens)' 1979년 Adem출판사